# Европейская партия Армении
Европейская партия Армении (ЕПА) (арм. Հայաստանի եվրոպական կուսակցություն) — проевропейская и проатлантическая политическая партия в Армении. Была основана 6 ноября 2018 года политиком и общественным деятелем Тиграном Хзмаляном.
По итогам досрочных выборов в Национальное собрание Армении в 2021 году Европейская партия Армении не смогла набрать достаточное количество голосов, чтобы сформировать парламентскую фракцию.
Председатель правления партии Тигран Хзмалян участвовал в работе консультативного совета внепарламентской оппозиции при премьер-министре Николе Пашиняне и постоянной комиссии по евроинтеграции армянского парламента.

## Создание партии
Учредительный съезд Европейской партии Армении состоялся 6 ноября 2018 года в Ереване. Тигран Хзмалян был избран председателем партии.
Затем партия опубликовала свой устав и манифест, а также завершила регистрацию в Министерстве юстиции 13 ноября 2018 года. В настоящее время партия не представлена в парламенте. Тигран Хзмалян подтвердил, что партия продолжит действовать в качестве оппозиции и продолжит свою деятельность по привлечению правительства к вступлению в Европейский Союз. После выборов 2018 года партия очень скептически отнеслась к премьер-министру Николу Пашиняну, заявив, что «новое правительство Армении не смогло избавить страну от российской оккупации».

## История партии
13 сентября 2018 года члены партии протестовали возле правительственных зданий, выступая против отправки армянских войск в Сирию.
11 ноября 2018 года Европейская партия Армении организовала церемонию у Цицернакабердского мемориала Геноцида армян, чтобы почтить память солдат и мирных жителей, погибших во время Первой мировой войны.
После парламентских выборов в Армении в 2018 году Тигран Хзмалян заявил: «Каждые последующие свободные выборы ослабят путь многовековой зависимости и позволят Армении стать ближе к Европе. Одно поколение, которое смотрит на Европу, заменяет поколение, которое всегда смотрело на Москву. И это в конечном итоге создает основу для основательных изменений».
12 января 2019 года члены партии провели акцию протеста у 102-й российской военной базы в Гюмри и у посольства России в Ереване. Партия активно призывает к закрытию российской военной базы. В знак протеста Тигран Хзмалян заявил, что «Армения будет независимой. Иностранным войскам нет места в Армении. Отношения между Арменией и Россией будут улучшаться только в условиях равенства, а не путем колонизации».
В апреле 2019 года партия опубликовала заявление, осуждающее аннексию Крыма Российской Федерацией, и заявила о своей поддержке территориальной целостности Украины. В заявлении также содержится призыв к воссоединению Арцаха с Арменией.
Во время интервью в мае 2019 года Хзмалян предупредил, что Россия продолжает шантажировать Армению и пытается остановить любые прогрессивные реформы, происходящие в стране.
В октябре 2019 года члены партии протестовали против членства Армении в Евразийском союзе возле здания правительства Армении в Ереване. Протестующие скандировали «Армения — это Европа». При этом лидер партии Хзмалян пообещал, что акции протеста перед правительственными зданиями будут продолжаться почти каждый день, пока Армения не выйдет из Евразийского союза.
22 ноября 2019 года члены партии прошли от Площади Республики до посольства США в память бывшего президента США Вудро Вильсона и его концепции Вильсоновской Армении. Марш был озаглавлен «Спасибо, Америка».
30 ноября 2019 года Тигран Хзмалян призвал правительство Армении признать украинский голодомор геноцидом. Хзмалян заявил, что «признание Геноцида в Голодоморе является необходимостью для Армении, без которой мы не можем ожидать, что мир признает Геноцид армян. Для армян европейского мышления именно Украина является эталоном борьбы против империализма и колониализма» во время выступления в посольстве Украины в Ереване.
В мае 2020 года Тигран Хзмалян подписал декларацию вместе с двумя другими политическими деятелями, призывающую правительство Пашиняна провести досрочные парламентские выборы.
Европейская партия Армении решила идти на выборы в Совет старейшин Еревана в 2023 году отдельным списком. Тигран Хзмалян стал кандидатом в мэры города. Выдвинутый список не набрал достаточного количества голосов для избрания в Совет.
В первый день полномасштабного вторжения России на Украину Европейская партия Армении провела антивоенную акцию у посольства России в Ереване, осудив начало боевых действий и выразив поддержку Украине.
14 мая 2024 года Европейская партия Армения совместно с партиями «Республика» и «Во имя республики» объявила о создании Единой платформы оппозиционных демократических сил. Согласно заявлению, Платформа объединит собой политические силы и неправительственные организации, выступающие за евроатлантическую интеграцию Армении, люстрацию и выход Армении из ЕАЭС, ОДКБ и СНГ.
Европейская партия Армении была одним из инициаторов и участников сбора подписей в поддержку законопроекта о начале процесса вступления Республики Армения в Европейский Союз. Проект собрал 52 351 действительную подпись, что было подтверждено Центральной избирательной комиссией Армении, и получил положительное заключение Правительства Армении.
27 марта 2025 года партия подписала меморандум с партиями «Республика» и «Во имя Республики» о создании избирательного блока «Еврокоалиция» (арм. Եվրադաշինք) для участия в выборах в Совет старейшин города Гюмри. Совместным кандидатом в мэры города будет журналист Левон Барсегян. 

## Идеология партии
Партия имеет проевропейские взгляды и поддерживает евроинтеграцию Армении. Партия выступает против нынешнего членства Армении в Евразийском союзе и считает, что Армения должна незамедлительно начать первые шаги по вступлению в Европейский Союз. Партия также поддерживает включение Армении в глубокую и всеобъемлющую зону свободной торговли с ЕС. В ходе пресс-конференции председатель партии Тигран Хзмалян заявил, что «мы убеждены, что Армения является европейским государством, что мы не только европейцы, но и ключевая культура для Европы». Хзмалян также заявил, что Евразийский союз является коррумпированной, враждебной и колониальной системой и что Европейская партия Армении будет противодействовать нынешнему членству Армении, поддерживая развитие Армении как европейского государства в европейской семье государств. Партия поддерживает развитие более тесных отношений между Арменией и Грузией, Украиной, странами Балтии и Ираном.
Манифест партии отдает приоритет установлению сильной и стабильной демократии в Армении, ликвидации всех форм дискриминации, а также защите прав человека, социальной справедливости и свободных выборов. Кроме того, партия выступает за вступление Армении в НАТО и выход из Организации Договора о коллективной безопасности.
Партия выступает за обеспечение возвращения армян Нагорного Карабаха в регион после событий 2023 года в соответствии с приказом Международного Суда ООН. Согласно мнению партии, репатриация армян в спорный регион будет возможна только в присутствие международного миротворческого контингента. Европейская партия Армении выразила протест против идеи премьер-министра Никола Пашиняна распустить Минскую группу ОБСЕ.

## Руководство партии
Высший орган управления партии — Правление, избираемое из числа членов партии на съезде. Состав Правления на 2025 год:
- Председатель — Тигран Хзмалян;
- Заместитель председателя — Нерсес Зейналвандян;
- Член правления — Гегецик Назарян;
- Член правления — Самвел Ованнисян;
- Член правления — Арсен Закарян;
- Член правления — Зограб Менедян;
- Член правления — Грагат Маркосян;
- Член правления — Мариам Минасян;
- Член правления — Карен Гукасян.